# Caroline (Lina) Voet
Caroline ‘Lina’ Voet (1875–1969) was één van de eerste vrouwelijke studenten aan de Academie voor Schone Kunsten te Brussel. Zij volgde er met succes lessen aan de leergangen Decoratieve Kunsten en Schilderkunst (1893-1899) en won verschillende prijzen. Zij was de meewerkende echtgenote van Paul Cauchie.

Portret van Caroline Voet door Paul Cauchie (1922,Gouache op karton, 1922). © KIK-IRPA

## Biografie
In 1893 schrijft Caroline Voet zich in aan de Academie voor Schone Kunsten in Brussel, die pas in 1889 opgesteld werd voor dames. Zoals haar vrouwelijke collega's, moet ze zich tevreden stellen met een beperkt lessenprogramma. Ze slaagt er toch in aan enkele lessen van hoger niveau deel te nemen. Enkele foto's in het Cauchiehuis geven het atelier weer waar ze schilderden naar een gekleed model, maar ook naar een gedeeltelijk ontkleed mannelijk model. Hun aandacht gaat vooral uit naar de studie van het bovenlichaam en het gelaat. 
Aan diezelfde Academie leerde zij Paul Cauchie kennen. Zij huwden in 1905 en kregen één dochter, Suzanne. Samen met Paul Cauchie bouwde en decoreerde ze hun huis (het latere Cauchiehuis in de Frankenstraat 5 in Etterbeek, Brussel) als een art nouveau-reclamepaneel met een opvallende sgraffito-façade, dicht bij het Jubelpark en duidelijk zichtbaar vanaf de nieuwe naburige verkeersaders. 
Op de gevelplaquette van Atelier Cauchie’ staan Paul Cauchie en Caroline Voet vermeld als: 'Mr et Mme Cauchie - Décorateurs - Cours privé d’art appliqué - peinture - dessins - broderie d’art - applications divers'. In het Cauchiehuis zijn nog verschillende gesigneerde schilderijen van Lina Voet bewaard. Verder was zij zeker betrokken bij de decoratie, maar van de archieven is het grootste deel verloren gegaan zodat niet steeds duidelijk is welke werken van haar hand zijn.
Caroline Voet is samen met Paul Cauchie begraven op de gemeentelijke begraafplaats van Wezenbeek-Oppem.
Het Cauchiehuis staat sinds 1975 op de monumentenlijst en kan deels bezocht worden via de organisatie ‘La Maison Cauchie/Het Cauchiehuis’.

## Meer lezen
- 'Beroerend erfgoed' - Cauchiehuis als museum? (23 juli 2022)
- Rondleiding in het Cauchiehuis met gids/antropologe Alice Graas
- Inventaris roerend erfgoed Cauchiehuis